# Combretum wildemanii
Combretum wildemanii är en tvåhjärtbladig växtart som beskrevs av M. Gangopadhyay och T. Chakrabarty. Combretum wildemanii ingår i släktet Combretum och familjen Combretaceae. Inga underarter finns listade i Catalogue of Life.